# Équipe de Turquie de football au Championnat d'Europe 2000
L'équipe de Turquie de football participe à son 2e championnat d'Europe lors de l'édition 2000 qui se tient en Belgique et aux Pays-Bas du 10 juin 2000 au 2 juillet 2000. Les Turcs terminent deuxièmes du groupe B puis ils perdent en quart de finale contre le Portugal.

## Phase qualificative
La phase qualificative est composée de neuf groupes et les neuf vainqueurs de poule ainsi que le meilleur deuxième sont qualifiés. Les huit autres deuxièmes s'affrontent en barrages d'où sortent quatre vainqueurs. Ces quatorze équipes accompagnent la Belgique et les Pays-Bas, qualifiés d'office pour l'Euro 2000 en tant que pays organisateur. La Turquie termine 2e du groupe 3 et elle bat l'Irlande en barrage.
| Rang | Équipe          | Pts | J | G | N | P | Bp | Bc | Diff |  | Résultats (▼ dom., ► ext.) |     |     |     |     |     |
| ---- | --------------- | --- | - | - | - | - | -- | -- | ---- |  | -------------------------- | --- | --- | --- | --- | --- |
| 1    | Allemagne       | 19  | 8 | 6 | 1 | 1 | 20 | 4  | +16  |  | Allemagne                  |     | 0-0 | 2-0 | 4-0 | 6-1 |
| 2    | Turquie         | 17  | 8 | 5 | 2 | 1 | 15 | 6  | +9   |  | Turquie                    | 1-0 |     | 1-3 | 3-0 | 2-0 |
| 3    | Finlande        | 10  | 8 | 3 | 1 | 4 | 13 | 13 | 0    |  | Finlande                   | 1-2 | 2-4 |     | 4-1 | 3-2 |
| 4    | Irlande du Nord | 5   | 8 | 1 | 2 | 5 | 4  | 19 | -15  |  | Irlande du Nord            | 0-3 | 0-3 | 1-0 |     | 2-2 |
| 5    | Moldavie        | 4   | 8 | 0 | 4 | 4 | 7  | 17 | -10  |  | Moldavie                   | 1-3 | 1-1 | 0-0 | 0-0 |     |

| Équipe 1             | Résultat | Équipe 2 | Aller | Retour |
| -------------------- | -------- | -------- | ----- | ------ |
| République d'Irlande | 1 - 1    | Turquie  | 1 - 1 | 0 - 0  |

## Phase finale

### Phase de groupe
| Groupe B |          |     |   |   |   |   |    |    |      |
|          | Équipe   | Pts | J | G | N | P | BP | BC | Diff |
| 1        | Italie   | 9   | 3 | 3 | 0 | 0 | 6  | 2  | +4   |
| 2        | Turquie  | 4   | 3 | 1 | 1 | 1 | 3  | 2  | +1   |
| 3        | Belgique | 3   | 3 | 1 | 0 | 2 | 2  | 5  | -3   |
| 4        | Suède    | 1   | 3 | 0 | 1 | 2 | 2  | 4  | -2   |

| 10 juin 20h45 | Belgique | 2 | 1 | Suède    |
| 11 juin 20h45 | Turquie  | 1 | 2 | Italie   |
| 14 juin 20h45 | Italie   | 2 | 0 | Belgique |
| 15 juin 20h45 | Suède    | 0 | 0 | Turquie  |
| 19 juin 20h45 | Turquie  | 2 | 0 | Belgique |
| 19 juin 20h45 | Italie   | 2 | 1 | Suède    |

| 11 juin 2000                      | Turquie   | 1 - 2 | Italie                         | Gelredome, Arnhem                            |                                              |
| 14:30 · Historique des rencontres | Okan 62e  |       | Conte 52e · Inzaghi 70e (pen.) | Spectateurs : 25 000 Arbitrage : Hugh Dallas | Spectateurs : 25 000 Arbitrage : Hugh Dallas |
| 14:30 · Historique des rencontres | (Rapport) |       |                                | Spectateurs : 25 000 Arbitrage : Hugh Dallas | Spectateurs : 25 000 Arbitrage : Hugh Dallas |

| 15 juin 2000                      | Suède     | 0 - 0 | Turquie | Philips Stadion, Eindhoven                |                                           |
| 20:45 · Historique des rencontres |           |       |         | Spectateurs : 24 500 Arbitrage : Dick Jol | Spectateurs : 24 500 Arbitrage : Dick Jol |
| 20:45 · Historique des rencontres | (Rapport) |       |         | Spectateurs : 24 500 Arbitrage : Dick Jol | Spectateurs : 24 500 Arbitrage : Dick Jol |

| 19 juin 2000                      | Turquie              | 2 - 0 | Belgique | Stade du Roi Baudouin, Bruxelles                    |                                                     |
| 20:45 · Historique des rencontres | Hakan Şükür 45e, 70e |       |          | Spectateurs : 48 000 Arbitrage : Kim Milton Nielsen | Spectateurs : 48 000 Arbitrage : Kim Milton Nielsen |
| 20:45 · Historique des rencontres | (Rapport)            |       |          | Spectateurs : 48 000 Arbitrage : Kim Milton Nielsen | Spectateurs : 48 000 Arbitrage : Kim Milton Nielsen |

### Quart de finale
| 24 juin 2000                      | Portugal            | 2 - 0 | Turquie | Amsterdam ArenA, Amsterdam                |                                           |
| 18:00 · Historique des rencontres | Nuno Gomes 44e, 56e |       |         | Spectateurs : 45 000 Arbitrage : Dick Jol | Spectateurs : 45 000 Arbitrage : Dick Jol |
| 18:00 · Historique des rencontres | (Rapport)           |       |         | Spectateurs : 45 000 Arbitrage : Dick Jol | Spectateurs : 45 000 Arbitrage : Dick Jol |

## Effectif
Sélectionneur : Mustafa Denizli
| No. | Pos.      | Joueur            | Date de naissance et âge | Sélec. | Club            |
| --- | --------- | ----------------- | ------------------------ | ------ | --------------- |
| 1   | Gardien   | Rüştü Reçber      | 10 mai 1973              | 42     | Fenerbahçe      |
| 2   | Milieu    | Tayfur Havutçu    | 23 avril 1970            | 22     | Beşiktaş        |
| 3   | Défenseur | Ogün Temizkanoğlu | 6 octobre 1969           | 60     | Fenerbahçe      |
| 4   | Défenseur | Fatih Akyel       | 26 décembre 1977         | 14     | Galatasaray     |
| 5   | Défenseur | Alpay Özalan      | 29 mai 1973              | 45     | Fenerbahçe      |
| 6   | Attaquant | Arif Erdem        | 2 janvier 1972           | 33     | Galatasaray     |
| 7   | Milieu    | Okan Buruk        | 19 octobre 1973          | 10     | Galatasaray     |
| 8   | Milieu    | Tugay Kerimoğlu   | 24 août 1970             | 56     | Glasgow Rangers |
| 9   | Attaquant | Hakan Şükür       | 1er septembre 1971       | 53     | Galatasaray     |
| 10  | Milieu    | Sergen Yalçın     | 5 octobre 1972           | 29     | Galatasaray     |
| 11  | Défenseur | Tayfun Korkut     | 2 avril 1974             | 23     | Fenerbahçe      |
| 12  | Gardien   | Ömer Çatkıç       | 15 janvier 1974          | 0      | Gaziantepspor   |
| 13  | Défenseur | Osman Özköylü     | 26 août 1971             | 11     | Trabzonspor     |
| 14  | Défenseur | Suat Kaya         | 26 août 1967             | 7      | Galatasaray     |
| 15  | Milieu    | Muzzy Izzet       | 31 octobre 1974          | 0      | Leicester City  |
| 16  | Défenseur | Ergün Penbe       | 17 mai 1972              | 4      | Galatasaray     |
| 17  | Attaquant | Oktay Derelioğlu  | 17 décembre 1975         | 13     | Gaziantepspor   |
| 18  | Milieu    | Ayhan Akman       | 23 février 1977          | 6      | Beşiktaş        |
| 19  | Défenseur | Abdullah Ercan    | 8 décembre 1971          | 52     | Fenerbahçe      |
| 20  | Milieu    | Hakan Ünsal       | 14 mai 1973              | 13     | Galatasaray     |
| 21  | Gardien   | Fevzi Tuncay      | 14 juillet 1977          | 1      | Beşiktaş        |
| 22  | Défenseur | Ümit Davala       | 30 juillet 1973          | 7      | Galatasaray     |

## Navigation